# Pagrus major
Pagrus major, conosciuto commercialmente come Pagro maggiore è un pesce osseo della famiglia Sparidae.

## Distribuzione e habitat
Vive solo nell'Oceano Pacifico nordoccidentale, più esattamente nella parte settentrionale del Mar Cinese Meridionale lungo le coste di Cina e Giappone.
Popola vari ambienti, sia con fondi duri che sabbiosi, a profondità non superiori ai 50 metri. I giovanili si possono trovare in acque bassissime. La sua ecologia non è molto diversa da quella della comune orata mediterranea.

## Descrizione
Ha un aspetto generale abbastanza simile a quello dell'orata o del pagro del mar Mediterraneo.
Il colore è rosato, almeno negli individui giovani, cosparso di piccoli punti azzurri.
Raggiunge il metro di lunghezza per quasi 10 kg di peso. La taglia normale è attorno ai 30 cm.

## Alimentazione
Si ciba di invertebrati bentonici, anche a guscio duro, e talvolta di piccoli pesci.

## Riproduzione
Si riproduce in estate quando effettua migrazioni in acque basse.

## Pesca
Ha carni molto apprezzate in tutto il suo areale, specie in Giappone dove è considerato uno dei pesci più pregiati e raggiunge prezzi altissimi: viene spesso consumato nelle grandi occasioni. Viene pescato con varie tecniche ed è anche estesamente allevato in impianti di itticoltura.